# Nio ET9
Nio ET9 — электромобиль китайского производителя NIO, серийно выпускаемый с 2023 года.

## Описание
На ежегодном мероприятии Nio Day 23 декабря 2023 года китайская компания NIO представила третий полноразмерный люксовый автомобиль — ET9 (первые два — ET5 и ET7). Дизайн автомобиля считается «новаторским».
Передняя полоса была украшена узкими двухрядными фарами и заострённым бампером, а задняя часть кузова была увенчана выдвижным спойлером и узкой световой полосой. На боковой линии обширная поверхность стёкол, а также выдвижные дверные ручки. Пассажирский салон оформлен в стилях лофт и люкс, со стеклянной крышей, разделённой полосой атмосферного освещения, а также 4 сиденьями. Задние сиденья получили дополнительную регулировку, а также выдвижные столы и дополнительные 14,5-дюймовые экраны AMOLED. Рулевое колесо приняло форму овала, а центральный сенсорный экран мультимедийной системы получил диагональ 15,6 дюйма.
ET9 стал первой моделью компании NIO, оснащённой усовершенствованной системой пневматической подвески SkyRide. Это связано с системой заднего торсионного моста, а также с облегчающим манёвры «SteerByWire», лишённым физического соединения руля с передней осью.
Конкурентами являются Porsche Panamera, BMW i7 и Mercedes-Benz EQS.

## Продажи
Nio ET9 создан для внутреннего рынка Китая, где цена базовой модели составляет 800 тысяч юаней. Сбор заказов начался в конце декабря 2023 года.

## Технические характеристики
Nio ET9 оснащён двумя электродвигателями. Мощность переднего двигателя составляет 245 л. с., а заднего — 462 л. с. Суммарная мощность — 707 л. с. Электродвигатели питаются от аккумулятора ёмкостью 120 кВт·ч. Запас хода составляет до 255 км.